# پرلمان ۵۰۰۳۳
سیارک ۵۰۰۳۳ (به انگلیسی: 50033 Perelman، نامگذاری:2000AF48) پنجاه هزار و سی و سومین سیارک کشف شده‌است که در ۳ ژانویه ۲۰۰۰ کشف شد.